# 彭克角
彭克角（德語：Kap Penck）是南極洲的海岬，位於威廉二世地，處於高斯山西北面約35英里，由冰雪覆蓋，該岬角以德國的地理學家命名，現時由南極條約體系管理。
66°43′45″S 87°55′20″E / 66.72917°S 87.92222°E